# Hajworonka
Hajworonka (ukr. Гайворонка, Hajworonka) – wieś na Ukrainie w rejonie tarnopolskim należącym do obwodu tarnopolskiego.
Właścicielem dóbr ziemskich Hajworonka w 1889 był Tomasz Ochocki. Dzierżawcą dóbr Hajworonka przez pewien czas był Józef Frohner, który na początku XX wieku gościł lwowskiego adwokata Henryka Gabla.
Urodził się tu Marian Jasiński – tytularny generał brygady Wojska Polskiego.
Do 2020 w rejonie trembowelskim.